# Sam Ball
Sam Ball (Henderson, Kentucky; 1 de junio de 1944 – Henderson, Kentucky; 30 de octubre de 2023) fue un jugador estadounidense de fútbol americano que jugó cinco temporadas en la NFL en la posición de tackleador con los Baltimore Colts, con los que ganó el Super Bowl V.

## Carrera
Fue seleccionado en la segunda ronda en la posición 14 global por los New York Jets en el Draft de la AFC y en la posición 15 global del Draft de la NFL por los Baltimore Colts proveniente de los Kentucky Wildcats, equipo con el cual fue All-American y seleccionado en el primer equipo de la Southeastern Conference en 1965 y el All Big-8 de manera unánime en 1961.
Decide jugar para los Baltimore Colts aunque su función era de jugador suplente de tackleador ofensivo primero de Dave Herman, después de Sam Walton y luego de Sherman Plunkett; aunque sería titular en el Super Bowl III en el que perdieron 7-16 ante los New York Jets. Dos años después ganaría el super Bowl V cuando vencieron 16-13 a los Dallas Cowboys.